# 达尔海姆
达尔海姆（德语、法语：Dalheim）是卢森堡东南部雷米希县的一个市镇。